# Orphans: Brawlers, Bawlers & Bastards
Orphans: Brawlers, Bawlers & Bastards — ограниченный тираж из трёх компакт-дисков американского музыканта Тома Уэйтса, изданный на лейбле ANTI- Records 17 ноября 2006 года в Европе и 21 ноября в США. Коллекция состоит из 24 редких и 30 совершенно новых песен. Каждый диск является законченным сам по себе. Первый выдержан в роковом и блюзовом стиле, второй — тоскливые джаз-баллады, третий — экспериментальные песни. В 2009 году вышел сет из семи виниловых пластинок с шестью дополнительными треками, не вошедшими на дисковом издании. На некоторых экземплярах оригинального ограниченного издания Уэйтс оставил свой автограф. В поддержку альбома был проведён крупный The Orphans Tour.

## Об альбоме
Сам Том охарактеризовал Orphans так: «Много песен, упавших за печку когда делался обед, около 60 мелодий, которые мы собрали. Некоторые из фильмов, некоторые из сборников. Некоторые вещи не назовёшь записью, это вещи, которые я записал в гараже с детьми».
Brawlers (Дебоширы) — самый рок и блюз ориентированный из трёх дисков. Он состоит из песен, охватывающих темы от неудавшихся отношений («Lie to Me», «Walk Away»), наводнения и последующего опустошения («2:19») до палестино-израильского конфликта («Road to Peace»). Он включает в себя также блюзовый госпел («Ain’t Goin' Down to the Well», «Lord I’ve Been Changed») и сентиментальные мелодии («Lucinda», «Sea of Love»).
Bawlers (Горлопаны) — состоит в основном из мрачных номеров (в частности, «Bend Down the Branches», «Little Drop of Poison», «Fannin Street», «Little Man», и «Widow’s Grove»). Песня «Down There by the Train» была написана Уэйтсом для Джонни Кэша, который выпустил её на альбоме American Recordings, первом из шести альбомов одноимённой серии. Поначалу Том хотел назвать второй диск Shut Up and Eat Your Ballads (Заткнись и ешь свои баллады).
Bastards (Ублюдки) — касается наиболее экспериментальных музыкальных стилей. Он содержит множество литературных адаптаций: «What Keeps Mankind Alive?» — отрывок из «Трёхгрошовой оперы» Бертольда Брехта (на музыку Курта Вайля), «Children’s Story» — отрывок из «Войцека» Георга Бюхнера в адаптации Роберта Уилсона, «Nirvana» — стихотворение о просвещении Чарльза Буковски, «Home I’ll Never Be» и «On the Road» написаны Джеком Керуаком.

### Приём
Orphans получил однозначно положительные отзывы. Он занимает второе место в рейтинге Metacritic Топ 30 альбомов 2006 года. В 2007 году был номинирован на Грэмми в категории «Лучший альбом современного фолка». Получил статус «золотого» по системе сертификации Американской ассоциации звукозаписывающих компаний. Разошёлся тиражом свыше миллиона экземпляров, что делает его самым продаваемым альбомом Тома Уэйтса на сегодняшний день.

## Список композиций

### Brawlers
| №   | Название | Длительность |
| --- | --- | ------------ |
| 1.  | «Lie to Me» | 2:10         |
| 2.  | «Low Down» | 4:15         |
| 3.  | «2:19» (Появляется в альбоме Wicked Grin Джона Хаммонда, продюсер — Уэйтс, 2001)                                | 5:02         |
| 4.  | «Fish in the Jailhouse»                                                                                         | 4:22         |
| 5.  | «Bottom of the World» (Появляется в документальном фильме Long Gone, 2003)                                      | 5:42         |
| 6.  | «Lucinda» | 4:52         |
| 7.  | «Ain’t Goin' Down to the Well»                                                                                  | 2:28         |
| 8.  | «Lord I’ve Been Changed» (Народная в обработке Уэйтса, появляется в Wicked Grin как «I Know I’ve Been Changed») | 2:28         |
| 9.  | «Puttin' on the Dog» (Появляется в комедийно-драматическом фильме Высоты свободы, 1999)                         | 3:39         |
| 10. | «Road to Peace»                                                                                                 | 7:17         |
| 11. | «All the Time»                                                                                                  | 4:33         |
| 12. | «The Return of Jackie and Judy» (Появляется на трибьюте Ramones We’re a Happy Family, 2003)                     | 3:28         |
| 13. | «Walk Away» (Появляется в саундтреке к криминальной драме Мертвец идёт, 1996)                                   | 2:43         |
| 14. | «Sea of Love» (Появляется в саундтреке к криминальной драме Море любви, 1989)                                   | 3:43         |
| 15. | «Buzz Fledderjohn» (Появляется в промосингле к альбому Mule Variations — Hold On, 1999)                         | 4:12         |
| 16. | «Rains on Me» (Появляется в альбоме Extremely Cool Чака Уайсса, 1999)                                           | 3:20         |

### Bawlers
| №   | Название | Длительность |
| --- | --- | ------------ |
| 1.  | «Bend Down the Branches» (Появляется в альбоме детских песен For the Kids, 2002) | 1:06         |
| 2.  | «You Can Never Hold Back Spring» (Появляется в фильме Роберто Бениньи Тигр и снег, 2005) | 2:26         |
| 3.  | «Long Way Home» (Появляется в саундтреке к фильму Big Bad Love, 2001) | 3:10         |
| 4.  | «Widow’s Grove» | 4:58         |
| 5.  | «Little Drop of Poison» (Появляется в саундтреке к драме Конец насилия, 1997 и мультфильму Шрек 2, 2004) | 3:09         |
| 6.  | «Shiny Things» | 2:20         |
| 7.  | «World Keeps Turning» (Появляется в саундтреке к драме Поллок, 2000) | 4:16         |
| 8.  | «Tell It to Me» (Появляется на одном из альбомов Рамблин Джек Эллиота как «Louise (Tell It To Me)», дуэт с Уэйтсом)                                                                                          | 3:08         |
| 9.  | «Never Let Go» (Появляется в саундтреке к драме Американское сердце, 1992) | 3:13         |
| 10. | «Fannin Street» (Появляется в Wicked Grin, версия Джона Хаммонда, на Orphans представлена оригинальная версия Уэйтса)                                                                                        | 5:01         |
| 11. | «Little Man» (Появляется в альбоме Тедди Эдвардса Mississippi Lad, 1991) | 4:33         |
| 12. | «It’s Over» (Появляется в комедийно-драматическом фильме Высоты свободы, 1999) | 4:40         |
| 13. | «If I Have to Go» (Появляется в спектакле Уэйтса Franks Wild Years, на одноимённом альбоме не выходила; тема из песни также появляется под названием «Rat's Theme» в документальном фильме Streetwise, 1984) | 2:15         |
| 14. | «Goodnight Irene» | 4:47         |
| 15. | «The Fall of Troy» (Появляется в саундтреке к криминальной драме Мертвец идёт, 1996) | 3:01         |
| 16. | «Take Care of All My Children» (Появляется в документальном фильме Streetwise, 1984) | 2:31         |
| 17. | «Down There by the Train» (Появляется в альбоме American Recordings (1994), исполнение Джонни Кэша, на Orphans представлена оригинальная версия Уэйтса)                                                      | 5:39         |
| 18. | «Danny Says» | 3:05         |
| 19. | «Jayne’s Blue Wish» (Появляется в саундтреке к фильму Big Bad Love, 2001) | 2:29         |
| 20. | «Young at Heart» | 3:41         |

### Bastards
| №   | Название | Длительность |
| --- | --- | ------------ |
| 1.  | «What Keeps Mankind Alive?» (Появляется в трибьюте Курту Вайлю Lost in the Stars: The Music of Kurt Weill, 1985)              | 2:09         |
| 2.  | «Children’s Story» | 1:42         |
| 3.  | «Heigh Ho» (Появляется в сборнике Stay Awake: Various Interpretations of Music from Vintage Disney Films, 1988)               | 3:32         |
| 4.  | «Army Ant» | 3:25         |
| 5.  | «Books of Moses» (Появляется в трибьюте Александру «Скипу» Спенсу More Oar, 1999)                                             | 2:49         |
| 6.  | «Bone Chain» | 1:03         |
| 7.  | «Two Sisters» (Народная в обработке Уэйтса)                                                                                   | 4:55         |
| 8.  | «First Kiss» | 2:40         |
| 9.  | «Dog Door» (Дуэт с Sparklehorse, появляется в альбоме It’s a Wonderful Life, 2001)                                            | 2:43         |
| 10. | «Redrum» | 1:12         |
| 11. | «Nirvana» | 2:12         |
| 12. | «Home I’ll Never Be» | 2:28         |
| 13. | «Poor Little Lamb» | 1:43         |
| 14. | «Altar Boy» (Написана для Alice, черновая версия появляется в бутлеге The Alice Demos как «What Became Of Old Father Craft?») | 2:48         |
| 15. | «The Pontiac» (Появляется в сборнике стиля spoken word Smack My Crack, 1987)                                                  | 1:54         |
| 16. | «Spidey’s Wild Ride» | 2:03         |
| 17. | «King Kong» (Появляется в трибьюте Дэниелу Джонстону The Late Great Daniel Johnston: Discovered Covered, 2004)                | 5:29         |
| 18. | «On the Road» (Появляется в альбоме Джека Керуака Jack Kerouac Reads On the Road, 1999)                                       | 4:14         |
| 19. | «Dog Treat» (Скрытый трек, концертная запись)                                                                                 | 2:56         |
| 20. | «Missing My Son» (Скрытый трек)                                                                                               | 3:38         |

## Виниловое издание

### Пластинки 1 и 2: Brawlers
Сторона А:
| №  | Название                | Длительность |
| -- | ----------------------- | ------------ |
| 1. | «Lie to Me»             | 2:10         |
| 2. | «Low Down»              | 4:15         |
| 3. | «2:19»                  | 5:02         |
| 4. | «Fish in the Jailhouse» | 4:22         |

Сторона Б:
| №  | Название                       | Длительность |
| -- | ------------------------------ | ------------ |
| 1. | «Bottom of the World»          | 5:42         |
| 2. | «Lucinda»                      | 4:52         |
| 3. | «Ain’t Goin' Down to the Well» | 2:28         |
| 4. | «Lord I’ve Been Changed»       | 2:28         |

Сторона А:
| №  | Название             | Длительность |
| -- | -------------------- | ------------ |
| 1. | «Puttin' on the Dog» | 3:39         |
| 2. | «Road to Peace»      | 7:17         |
| 3. | «All the Time»       | 4:33         |

Сторона Б:
| №  | Название                        | Длительность |
| -- | ------------------------------- | ------------ |
| 1. | «The Return of Jackie and Judy» | 3:28         |
| 2. | «Walk Away»                     | 2:43         |
| 3. | «Sea of Love»                   | 3:43         |
| 4. | «Buzz Fledderjohn»              | 4:12         |
| 5. | «Rains on Me»                   | 3:20         |

### Пластинки 3 и 4: Bawlers
Сторона А:
| №  | Название                         | Длительность |
| -- | -------------------------------- | ------------ |
| 1. | «Bend Down the Branches»         | 1:06         |
| 2. | «You Can Never Hold Back Spring» | 2:26         |
| 3. | «Long Way Home»                  | 3:10         |
| 4. | «Widow’s Grove»                  | 4:58         |
| 5. | «Little Drop of Poison»          | 3:09         |
| 6. | «Shiny Things»                   | 2:20         |

Сторона Б:
| №  | Название              | Длительность |
| -- | --------------------- | ------------ |
| 1. | «World Keeps Turning» | 4:16         |
| 2. | «Tell It to Me»       | 3:08         |
| 3. | «Never Let Go»        | 3:13         |
| 4. | «Fannin Street»       | 5:01         |

Сторона А:
| №  | Название           | Длительность |
| -- | ------------------ | ------------ |
| 1. | «Little Man»       | 4:33         |
| 2. | «It’s Over»        | 4:40         |
| 3. | «If I Have to Go»  | 2:15         |
| 4. | «Goodnight Irene»  | 4:47         |
| 5. | «The Fall of Troy» | 3:01         |

Сторона Б:
| №  | Название                       | Длительность |
| -- | ------------------------------ | ------------ |
| 1. | «Take Care of All My Children» | 2:31         |
| 2. | «Down There By the Train»      | 5:39         |
| 3. | «Danny Says»                   | 3:05         |
| 4. | «Jayne’s Blue Wish»            | 2:29         |
| 5. | «Young at Heart»               | 3:41         |

### Пластинки 5 и 6: Bastards
Сторона А:
| №  | Название                   | Длительность |
| -- | -------------------------- | ------------ |
| 1. | «What Keeps Mankind Alive» | 2:09         |
| 2. | «Children’s Story»         | 1:42         |
| 3. | «Heigh Ho»                 | 3:32         |
| 4. | «Army Ants»                | 3:25         |
| 5. | «Books of Moses»           | 2:49         |

Сторона Б:
| №  | Название      | Длительность |
| -- | ------------- | ------------ |
| 1. | «Bone Chain»  | 1:03         |
| 2. | «Two Sisters» | 4:55         |
| 3. | «First Kiss»  | 2:40         |
| 4. | «Dog Door»    | 2:43         |
| 5. | «Redrum»      | 1:12         |

Сторона А:
| №  | Название             | Длительность |
| -- | -------------------- | ------------ |
| 1. | «Nirvana»            | 2:12         |
| 2. | «Home I’ll Never Be» | 2:28         |
| 3. | «Poor Little Lamb»   | 1:43         |
| 4. | «Altar Boy»          | 2:48         |
| 5. | «The Pontiac»        | 1:54         |
| 6. | «Spidey’s Wild Ride» | 2:03         |

Сторона Б:
| №  | Название         | Длительность |
| -- | ---------------- | ------------ |
| 1. | «King Kong»      | 5:29         |
| 2. | «On the Road»    | 4:14         |
| 3. | «Dog Treat»      | 2:56         |
| 4. | «Missing My Son» | 3:38         |

### Пластинка 7: Bonus
| №  | Название               | Длительность |
| -- | ---------------------- | ------------ |
| 1. | «Crazy 'Bout My Baby»  | 2:04         |
| 2. | «Diamond in Your Mind» | 5:08         |
| 3. | «Cannon Song»          | 2:59         |

Сторона Б:
| №  | Название                | Длительность |
| -- | ----------------------- | ------------ |
| 1. | «Pray»                  | 2:59         |
| 2. | «No One Can Forgive Me» | 4:56         |
| 3. | «Mathie Grove»          | 6:31         |

## Участники записи
- Том Уэйтс — вокал, гитара, орган, клавишные, перкуссия
- Дэйв Элвин — гитара
- Ангс Амар — свисток
- Ара Андерсон — труба
- Рэй Армандо — перкуссия
- Бобби Балу — ковбелл
- Бобби Блэк — гитара
- Майкл Блэр — барабаны, перкуссия
- Андрю Боргер — перкуссия
- Брайан Мантиа — перкуссия
- Мэтт Брабекк — бас-гитара
- Дэн Кантрелл — аккордеон
- Ральф Карни — саксофон
- Криспин Кой — саксофон
- Бент Клаусен — банджо, фортепиано
- Лес Клейпул — бас-гитара
- Джимми Клевеланд — тромбон
- Гарри Кодик — банджо
- Грег Коэн — бас-гитара
- Эдди Дэвис — банджо
- Даррел Девор — скрипка
- Сет Форд-Янг — бас-гитара
- Стив Форман — перкуссия
- Митчелл Фрум — чемберлин
- Боб Фанк — тромбон
- Джо Гор — гитара
- Крис Грейди — труба
- Бретт Гуревиц — гитара
- Рон Хаккер — гитара
- Джон Хаммонд — губная гармоника
- Арно Хечт — саксофон
- Билли Хиггинс — барабаны
- Арт Гиллери — фортепиано
- Стивен Ходжэс — перкуссия
- Барт Хопкинс — кларнет
- Тревор Хорн — бас-гитара
- Карла Киглстедт — скрипка
- Гай Клакевсек — аккордеон
- Гари Ноултон — клавиши
- Майк Ноултон — гитара
- Ларри ЛаЛонд — гитара
- Адам Лейн — бас-гитара
- Марк Линкос — гитара, бас-гитара, барабаны
- Пол «Голливуд» Литтерал — труба
- Чарли Мусселуайт — губная гармоника
- Том Нанн — баг
- Эрик Перни — бас-гитара
- Ник Фелпс — валторна
- Дэн Плонси — кларнет
- Стив Прутсман — фортепиано
- Марк Рибо — гитара
- Бейб Ризенфорс — кларнет
- Джино Робэр — перкуссия
- Майк Сильвермайн — бас-гитара
- Джефф Слон — перкуссия
- Нолан Смит — труба
- Мэттью Сперри — бас-гитара
- Колин Стетсон — саксофон
- Ларри Тэйлор — бас-гитара
- Франсис Тамм — фортепиано
- Лерой Виннегар — бас-гитара
- Ричард Уотерс — вотерфон
- Том Йодер — тромбон
- Кейси Уэйтс — барабаны
- Салливан Уэйтс — гитара